# レオ・ホワイトファング
レオ=ホワイトファング(Leo Whitefang)は、2D格闘ゲーム「GUILTY GEARシリーズ」に登場する架空の人物。担当声優は稲田徹。

## 概要
設定
- イリュリア連王国を治める3人の“連王”の1人。大柄で頭部の毛髪や髭がライオンのたてがみを彷彿とさせるワイルドな風貌をしている。
- カイ＝キスクとは、聖戦時代の旧知の仲であり、友人かつライバルの関係である。
- 乱雑で豪放な口調かつ自尊心が高く、対戦時では尊大な態度が目立つセリフが多く負けず嫌いな面が目立つ。しかしこれは王としての威厳を崩さないようあくまで表面上は尊大に取り繕っているだけという節があり、内面は意外と慎重で小さな努力も惜しまない精進振りを見せる努力家である。
- 屈指の戦闘能力と組織統率力を持ち合わせている。その能力の高さは、かつて全滅の危機に瀕した戦線で、率いる部隊を生還させているなど計り知れないものがある。
- 趣味として“マイ辞書”を作成しており、既存の言葉に彼の知る人物や出来事を当て填めて、個人的に楽しんでいるところが見受けられる[1]。
- 初登場時は『Xrd -SIGN-』のストーリーモードのサブキャラクターであったが、DLCでプレイアブルキャラクターとしても登場した。『REVELATOR』以降はデフォルトのプレイアブルキャラクターとして登場している。

## ストーリー
GUILTY GEAR Xrd -SIGN-（ストーリーモード）
ラムレザル＝ヴァレンタインの討伐へと向かったカイに代わり、イリュリア連王国の本城作戦司令室でオペレーターに的確に指示を出している描写が表れている。
『XrdR』ではゆりかご事件直後の事後対応および某国の大統領・ヴァーノンの依頼で異変が起き始めているジャパニーズコロニーへの調査へと向かう。『rev2』では大量の事後処理で残っていたが、実際には自国に戻るとカイ以上の仕事量があるから帰りたくない事を明かした。

## ゲーム中の性能
- 溜めコマンドで放つ対空技と飛び道具を持つ所謂「溜めキャラ」だが、更に崩しや連続技で有用な必殺技を複数持つ。

- 体格は大柄だが、ニュートラルポーズが屈んだ状態のため当たり判定は小さい。

- 通常技の発生が総じて遅く、ジャンプ力が他のキャラクターに比べて低く、操作において癖が強いこと、見た目と機動力の低さの割に爆発的な火力は望めないことが弱点となっている。

- ダッシュはフロントステップに近い仕様で、一定距離を走ると自動的に止まってしまう。よって地上戦はじっくりと立ち回り、リーチの長い攻撃や飛び道具を用いてペースを作っていく形が基本となっている。その中から隙を見て一気に間合いを詰める突進攻撃や中間距離で便利な立ちKなどを用いて攻め込むのが、このキャラクターの強みである。

- 最大の特徴は、相手に背を向ける特殊行動「ブリュンヒルドの構え」である。この構えには、通常状態でのHS攻撃や投げ技、一部の必殺技から移行出来る。構え中はガードやジャンプはできないものの、ダッシュで相手の裏への回り込みや、Dボタンで強力な当て身技（返し技）のカーンシルトを発動することが可能。コンボでダウンを奪った後にリバーサル必殺技を読んでカーンシルトを置いたり、投げに対しては投げ無敵のある構えPやK、無敵時間のあるHS版アイゼンシュトルムで迎撃したりできる。

## 技の解説

### 必殺技
グラヴィエットヴァーダ[Xrd〜STRIVE]
クロス状の衝撃波を飛ばす飛び道具技。S版とHS版があり、S版は弾速が早い代わりに飛距離が短く、HS版は低弾速の一方で飛距離は無限で多段ヒットする。
アイゼンシュトルム[Xrd〜STRIVE]
上にジャンプして剣を振り回す対空技。グラヴィエットヴァーダ同様S版とHS版があり、HS版は相手を叩きつける攻撃が付与される。
カルタスゲシュトゥーバー・エアースト[Xrd]
二つの剣を使った連続入力の突進技。
カルタスゲシュトゥーバー・ツヴァイト[Xrd]
「カルタスゲシュトゥーバー・エアースト」の追加攻撃。
カルタスゲシュトゥーバー・ドリット[Xrd]
「カルタスゲシュトゥーバー・ツヴァイト」の追加攻撃。
ツヴァイト・カルタスゲシュトゥーバー[STRIVE]
上記の追加攻撃の1つを単体で出す技。一定距離ダッシュして相手に詰め寄る他に相手の背後へ回ると同時に攻撃を繰り出す。
ブリュンヒルドの構え
相手に背を向けて攻撃に特化した状態になる。ただし、ジャンプとしゃがみ、ガードが使用不可になる。また、ステップが通常よりも高速になり、相手をすり抜けることができるようになる。
カーンシルト[Xrd〜STRIVE]
当て身技。近距離の打撃技と飛び道具はロックして反撃する。遠距離の打撃技はガードクラッシュを起こし、飛び道具は反射か受け流す。サイクバーストも反射するが、投げには無力。STRIVEでは黄色ロマンキャンセルも反射するが、バーストを当て身で取ることができなくなった。
カルタスゲシュトゥーバー・ドリット[Xrd]
先述の派生専用技「カルタスゲシュトゥーバー・ドリット」の単体版。
ブリッツシュラーク[Xrd〜STRIVE]
双剣を豪快に叩きつける中段技。発生は遅めだが立ちガードさせると強制的によろけが発生。
解除

ズィーガシュパラーダ（空中専用技）[Xrd]
二つの剣を振り下ろして落下して攻撃する。空中コンボのフィニッシュパーツとして重用。ヒット後は強制的に「ブリュンヒルドの構え」へ移行するが、レオ側がわずかに早く動けるため攻め継続等相手へのプレッシャーとしても活用される。

### 覚醒必殺技
シュタイルヴァービル
巨大化させた双剣を前方に放つ飛び道具技。弾速および火力が優秀なほか攻撃の硬直が少なくガードされても反撃リスクが低いが、「ブリュンヒルドの構え」中にのみしか使用できない。
ライデンシャフトディリガント
突進して連続攻撃を繰り出す。攻撃動作中にHSボタンを押したままで「ブリュンヒルドの構え」への移行が可能。

### 一撃必殺技
ヴィンタートデスヴェートラウム
カルタスゲシュトゥーバー・エアーストに似たモーションの攻撃がヒットすると、大ジャンプしつつ二対の剣を連結させて獅子の頭部を模した武器を作り出し、相手に向けてドリルのように錐揉みしながらの回転突撃を繰り出す。突撃がヒットした直後、レオの背後にて起きる大爆発でフィニッシュ。

## ステージ
5th Skywalk -rain-
Illyria Castle War Room (XrdR～)

## テーマミュージック
Stolz
曲名はドイツ語で「誇り」の意。
HellFire(GGST)